# Wiktor Iljitsch Warschawski

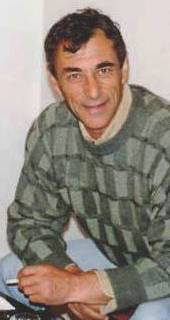
Wiktor Iljitsch Warschawski (1976)

Wiktor Iljitsch Warschawski (russisch Виктор Ильич Варшавский, hebräisch ויקטור איליץ' ורשבסקי; * 23. Februar 1933 in Leningrad; † 5. Januar 2005 in Tel Aviv-Jaffa) war ein sowjetisch-russisch-israelischer Kybernetiker, Informatiker und Hochschullehrer.

## Leben
Warschawski war der Sohn des Schriftstellers Ilja Warschawski und seiner Frau Luella Alexandrowna geborene Krasnoschtschokowa und Enkel des Regierungschefs Alexander Krasnoschtschokow der kurzzeitigen Fernöstlichen Republik.
Warschawski studierte am Leningrader Institut für Feinmechanik und Optik mit Abschluss 1956 als Spezialist für Beschuss-Steuerungsgeräte.
Ab 1960 arbeitete Warschawski als wissenschaftlicher Mitarbeiter in der Leningrader Abteilung des Zentral-Instituts für Ökonomie und Mathematik der Akademie der Wissenschaften der UdSSR (AN-SSSR) in Moskau. Mit Michail Zetlin, Michail Bongard, Wiktor Gurfinkel u. a. organisierte er 1961 und 1962 in Komarowo die erste Sommerschule für Automatentheorie und Mustererkennung in der UdSSR. 1962 verteidigte Warschawski am Leningrader Institut für Luftfahrt-Apparatebau seine Dissertation über einige Probleme der Theorie der Logik-Netze von Schwellenelementen mit Erfolg für die Promotion zum Kandidaten der technischen Wissenschaften. Seine Doktor-Dissertation über das kollektive Verhalten von Automaten verteidigte er 1970 am Institut für Steuerung der AN-SSSR mit Erfolg für die Promotion zum Doktor der technischen Wissenschaften.
Ab 1975 lehrte Warschawski am Leningrader Elektrotechnik-Institut (LETI). 1980 wurde er dort Professor am Lehrstuhl für Rechentechnik.
Von 1993 bis 2000 war Warschawski Professor an der Universität Aizu-Wakamatsu und Leiter des Laboratoriums für Computer-Logik-Projektierung. Von 2002 bis 2003 leitete er in Bnei Berak in der Firma für Technologie Neuronaler Netze die Abteilung für logische Steuerung.

## Werke (Auswahl)
- Варшавский В. И. Коллективное поведение автоматов. М.: Наука, 1973. (translated to German as Kollektives Verhalten von Automaten)
- Варшавский В. И., Pospelow D. A. Оркестр играет без дирижера. М.: Наука, 1984. translated to English as Puppets without strings: Reflections on the evolution and control of some man-made systems
- Варшавский В. И. (ред.) Автоматное управление асинхронными процессами в ЭВМ и дискретных системах. М.: Наука, 1986. (translated to English as Self-Timed Control of Concurrent Processes: The Design of Aperiodic Logical Circuits in Computers and Discrete Systems)
- Varshavsky V. I. (ed.), Hardware Support of Parallel Asynchronous Processes, Technical Report, Helsinki University of Technology, 1987.
- V. Varshavsky and M. Tiusanen, Hardware support of concurrent process interaction and synchronization: On the principle of autocorrect implementation. Technical Report B4, Helsinki University of Technology, 1988.
- Varshavsky V. I., Circuits insensitive to delays in transistors and wires, Technical Report no.7, Helsinki University of Technology, 1989
- Varshavsky V. I. (ed.), Concurrent Hardware: The Theory and Practice of Self-Timed Design, J. Wiley & Sons, 1993.